# Santo Toribio de Liébana
Le monastère Santo Toribio de Liébana est un couvent franciscain situé dans le municipio (canton) de Camaleño près de Potes en Cantabrie (Espagne), dans la comarque de Liébana.
Il abrite le Lignum Crucis, qui est, selon les catholiques, le fragment le plus grand de la « Vraie Croix » sur laquelle Jésus-Christ fut crucifié. C'est avec Jérusalem, Rome, Saint-Jacques-de-Compostelle et Caravaca de la Cruz un des lieux saints du christianisme.

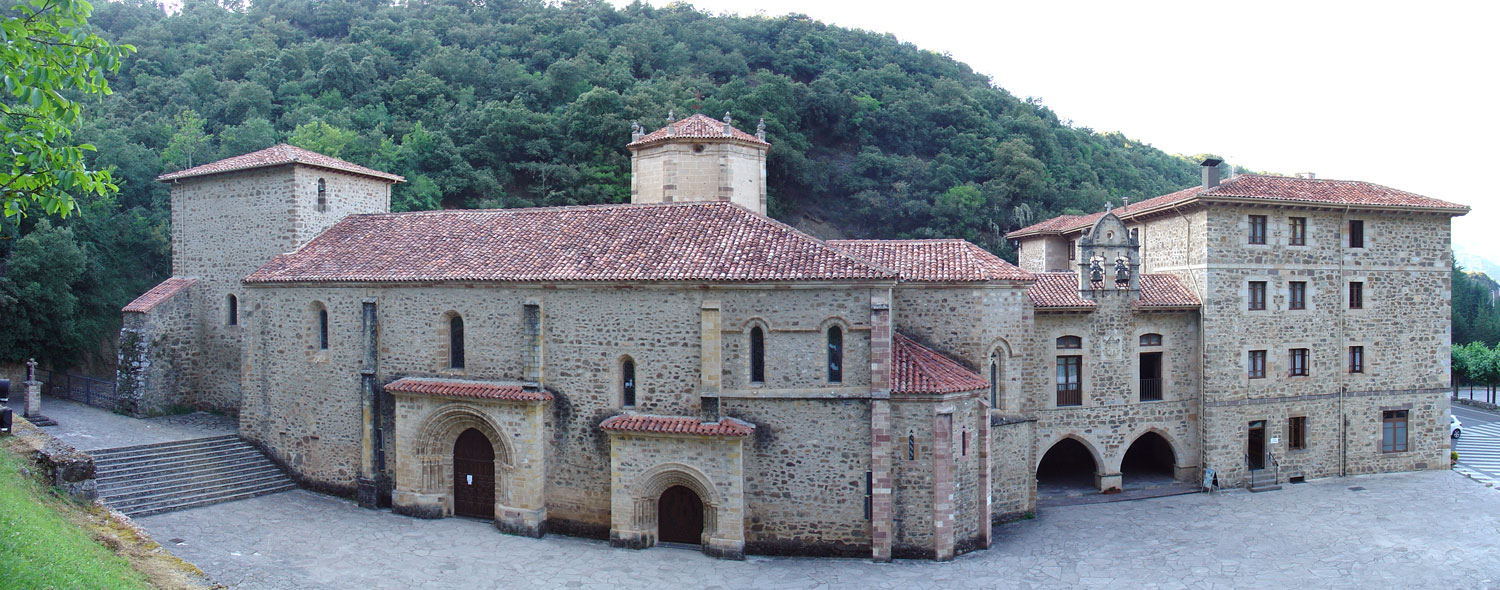
Vue panoramique du couvent.

## Histoire
L'origine du couvent est obscure, puisqu'on ne connaît pas de date précise de fondation. Si la première mention écrite d'un monastère de Turieno date de 1125, il date probablement de l'époque des Wisigoths. En effet, sa fondation est attribuée à un évêque de Palencia, nommé Thuribe (en espagnol Toribio), qui s'y retira au VIe siècle pour vivre en accord avec la règle bénédictine. Le monastère fut consacré à saint Martín de Turieno et changea ensuite pour saint Thuribe (santo Toribio) de Liébana, au XIIe siècle.
Ce ne fut qu'au VIIIe siècle, lors des invasions arabes, qu'il acquit son importance actuelle. À cette époque, la Liébana, protégée par les montagnes, accueillit alors de nombreux réfugiés catholiques et le Lignum Crucis. Celui-ci avait en fait été ramené de Palestine au Ve siècle par l'évêque Thuribe d'Astorga. Afin d'échapper aux profanations de l'envahisseur, il fut transféré au monastère qui le conserva jusqu'à nos jours.
À la fin du VIIIe siècle, le monastère accueillit le moine Beatus, auteur de commentaires sur le livre de l'Apocalypse de saint Jean l'Évangéliste. À l'approche de l'an Mil, ces commentaires connurent un certain succès. Des scriptoriums importants de la région du nord de l'Espagne, comme les monastères Santo Domingo de Silos, ou encore Saint-Sever en France, produisirent quelques codex enluminés qui diffusèrent ce texte. Ces manuscrits, appelés Beatus, comptent parmi les plus beaux exemples de l'enluminure romane et parmi les manuscrits médiévaux les plus précieux : Beatus de l'Escorial, Beatus de Facundus, Beatus de Morgan, Beatus d'Osma, Beatus de Silos, Beatus de Saint-Sever, Beatus d'Urgell, etc.
Le monastère fut une possession royale jusqu'à ce qu'Alphonse VIII l'offre aux comtes de Liébana Don Gómez et Doña Emilia, lesquels le remirent au monastère d'Oña à Burgos.
Reconnaissant l'importance du couvent, le pape Jules II lui concéda, par une bulle du 23 septembre 1512, le privilège de célébrer le Jubilé (cf. infra). Le couvent devint alors un grand centre de pèlerinage.
Durant la desamortización (expropriation des nobles et du clergé au profit des bourgeois), le couvent dut vendre ses biens en 1837 puis sombra dans la décadence.
Il faut attendre 1961 pour que le bâtiment soit rénové et retrouve son prestige.

## Architecture[3]
Bien que composé d'une superposition de styles architecturaux, le monument ne conserve aucune trace des constructions primitives.
Les styles dominants sont le préroman, le gothique, le mozarabe et l'asturien.
L'église actuelle date de 1256, elle fut édifiée grâce aux indulgences de l'évêque de Palencia. Principalement de style gothique, son architecture lumineuse et dépouillée suit la ligne cistercienne. L'abside principale conserve une image de Notre-Dame des Anges du XVIe siècle. Dans une autre abside est conservée depuis le XIVe siècle une statue de saint Thoribe qui conserve ses couleurs originales. Les chapiteaux des colonnes représentent principalement des oiseaux et des taureaux. Ces motifs rappellent la légende selon laquelle ces deux animaux aidèrent saint Thoribe pendant l'édification de l'église.
Les portes, situées sur le mur du sud, sont de style roman et plus anciennes que le reste de l'église. La porte de droite, la Puerta del Perdón est ouverte uniquement lors du Jubilée.
La porte sur le mur du nord conduit à la chapelle de style baroque, construite en 1705. Elle conserve le Lignum Crucis.
Le cloître date du XVIIe siècle.

## Le Lignum Crucis

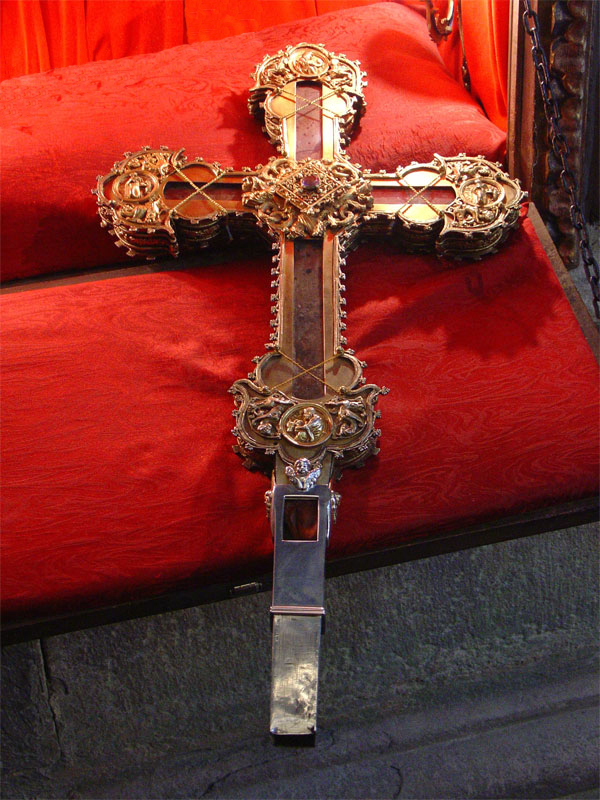
Le Lignum Crucis

Le Lignum Crucis (le bois de la Croix) a une histoire très variable selon les sources. Néanmoins, tous les récits de l'époque affirment que c'est sainte Hélène, impératrice romaine du IVe siècle, qui serait à l'origine de l'Invention de la Croix. Partie restaurer les Lieux saints en Palestine, elle aurait trouvé les clous, les trois croix et le "titulus crucis" (plaquette "INRI" apposée par Ponce Pilate) sur l'emplacement du calvaire, dans un temple construit par Hadrien et dédié à Aphrodite. Ce temple a ensuite laissé place à la basilique du Saint-Sépulcre. Par contre, les explications divergent quant à la manière dont sainte Hélène aurait reconnu la Vraie Croix parmi les trois présentes. Certains affirment qu'il se serait produit un miracle, ou qu'une inscription aurait été présente sur la Vraie Croix. D'autres s'appuient sur l'Évangile de saint Jean, selon lequel seul Jésus fut crucifié, donc une croix seulement aurait porté des marques de clous.
Plus tard, la croix fut fragmentée de nombreuses fois et traversa de nombreuses guerres, sa trace est donc très difficile à suivre.
Les innombrables reliques de la Croix firent naître beaucoup de doutes et, afin de garantir son importance et sa crédibilité, le monastère Santo Toribio fit faire examiner le Lignum Crucis par des scientifiques en 1958. Ceux-ci certifièrent qu'il s'agit d'un cupressus sempervirens, notamment présent en Palestine.
Le Lignum Crucis est conservé dans un reliquaire en argent doré du XVIe siècle.

## Le Jubilé
L'année de Jubilé se tient lorsque la fête de saint Thoribe (Santo Toribio), le 16 avril, est un dimanche. Octroyé par les papes Jules II et Léon X au XVIe siècle, le Jubilé dure toute l'année grâce à Paul VI en 1967. Le dernier Jubilé a eu lieu en 2023.
Pendant toute l'année, le monastère et la comarque de Liébana sont le lieu de nombreuses célébrations et la Puerta del Perdón (Porte du Pardon) est ouverte.

## Lavez
Cette coutume ancestrale, dont les origines sont incertaines, veut que, du 16 avril au premier dimanche d'octobre, deux personnes venues de chaque village de la Liébana viennent adorer le Lignum Crucis. Cet événement est organisé par la Cofradía de la Santa Cruz (Confrérie de la Sainte-Croix), fondée au XIIe siècle par les évêques de León, Palencia, Burgos et Oviedo.